# Sofiane Milous
Sofiane Milous (né le 1er juillet 1988) est un judoka français, en activité et évoluant dans la catégorie des  -60 kg  .

## Biographie
Sofiane Milous se révèle au grand public le 22 avril 2010 en remportant la médaille d'or des Championnats d'Europe de Vienne après avoir éliminé le champion du monde en titre ukrainien Georgii Zantaraia en quart de finale, l'Italien  Elio Verde (médaillé de bronze aux Mondiaux 2009) par ippon. Il est également vice-champion d'Europe par équipe, avec l'équipe de France. Sofiane  Milous finit 5e des Jeux olympiques de Londres en 2012. Sofiane Milous a deux frères et une sœur Assil, Jalil et Myriam Milous.

## Palmarès

### Jeux Olympiques
- 5e aux Jeux Olympiques d'été 2012 à Londres,  Royaume-Uni.

### Championnat du Monde
- 7e aux Championnats du Monde 2014 à Tchelyabinsk,  Russie.

### Championnats d'Europe
- Médaille d'or aux Championnats d'Europe 2010 à Vienne,  Autriche.

### Championnats de France
- Médaille d'Or lors des Championnats de France 2015 à Rouen,  France.
- Médaille d'Or lors des Championnats de France 2011 à Liévin,  France.
- Médaille de Bronze lors des Championnats de France 2009 à Paris,  France.

### Palmarès par équipes
- Médaille de Bronze lors des Championnats de France 2011 par équipe à Amiens,  France.
- Médaille de Bronze lors des Championnats de France 2011 par équipe à Liévin,  France.
- Médaille d'Argent lors des Championnats d'Europe 2010 par équipe à Vienne,  Autriche.

### Divers
- Médaille de Bronze lors du Grand Prix 2014 à Budapest,  Hongrie.
- Médaille de Bronze lors du Grand Slam 2014 à Bakou,  Azerbaïdjan.
- Médaille d'Argent lors du Grand Prix 2013 à Rijeka,  Croatie.
- Médaille de Bronze lors du Grand Slam 2012 à Tokyo,  Japon.
- Médaille de Bronze lors du Grand Slam 2011 à Rio de Janeiro,  Brésil.
- Médaille d'Argent lors du Grand Slam 2011 à Moscou,  Russie.
- Médaille d'Or lors des Jeux de la Francophonie 2009 à Beyrouth,  Liban.